# 乐康河
乐康河，位于中国贵州省望谟县境内，是西江红水河段左岸支流，发源于望谟县中部的霸王山，向南流至纳当折向东南，在大观乡下付开入洞伏流2.1千米，在纳上复明流，至者仁村折向西南，最后于蔗香乡坝从村注入红水河。河长67千米，平均比降19.5‰，流域面积366平方千米,。